# Austracantha minax astrigera
Austracantha minax astrigera is een spinnenondersoort in de taxonomische indeling van de wielwebspinnen (Araneidae).
Het dier behoort tot het geslacht Austracantha. De wetenschappelijke naam van de soort werd voor het eerst geldig gepubliceerd in 1871 door Ludwig Carl Christian Koch.